# هوراس سميثي
كان هوراس جيلبرت سميثي الابن (19 يوليو 1914 - 28 أكتوبر 1948) جراح قلب أمريكي أجرى في 1948 أول عملية إصلاح ناجحة للصمام التاجي (رأب الصمام التاجي) منذ عشرينيات القرن العشرين. كان عمل سميثي معقدًا لأنه سبق المجازة القلبية الرئوية وجراحة القلب المفتوح. لم يشكل إجراؤه علاجًا نهائيًا لأمراض الصمامات القلبية، إلا أنه أدخل تقنية حقن نوفوكائين في القلب لتجنب اللانظميات القلبية في أثناء الجراحة، وأظهر أنه من الممكن الوصول إلى صمامات القلب وإجراء الجراحة عليها.
تخرج سميثي من كلية الطب بجامعة فرجينيا، وأتمّ إقامة جراحية في تشارلستون في كارولاينا الجنوبية، ثم مارس الجراحة في مستشفى روبر في تشارلستون. وبدأ العمل مع زميل له في مختبر للكلاب بهدف الوصول إلى طريقة لرأب الصمامات (علاج جراحي لصمامات القلب المريضة). كان اهتمام سميثي بخلل صمامات القلب شخصيًا أيضًا؛ إذ كان يعاني من تضيق الصمام الأبهري المرتبط بالداء القلبي الرثواني.
بدأ سميثي إجراء عمليات جراحية على سلسلة من المرضى الذين يعانون من أمراض صمامات القلب، وأخذ في التواصل مع جراح القلب البارز ألفرد بلالوك، على أمل أن يوافق بلالوك في نهاية الأمر على إجراء رأب الصمامات عليه. طلب سميثي من أحد المرضى أن يأتي إلى بالتيمور حتى يتمكن بلالوك وسميثي من إجراء عملية جراحية على المريض معًا. عندما توفي هذا المريض على طاولة العمليات، رفض بلالوك المشاركة في مزيد من الجراحات من هذا النوع. توفي سميثي في مستشفى روبر بسبب الربو القلبي وذات الرئة ونوبة أخرى من الحمى الرثوية. جاءت وفاته بعد أن أجرى أول عملية رأب للصمامات ببضعة أشهر. لم يتمكن من إقناع أي شخص بإجراء العملية الجراحية عليه.

## بداية حياته
وُلد سميثي في نورفولك بولاية فرجينيا. والدته روزاليا (الاسم عند الولادة ماكورميك) وأبوه هوراس سميثي الأب. عمل سميثي الأب، الذي كان صديق العمر لمساعد وزير التجارة مونرو جونسون، في مجال العقارات قبل حصوله على شركة وساطة عقارية خاصة به مكونة من 50 شخصًا، وهي شركة إتش جي سميثي. تلقى هوراس الابن تعليمه في مدرسة فريندز في واشنطن حتى وصل إلى المرحلة الثانوية. عانى سميثي من الحمى الرثوية في مرحلة ما خلال طفولته. التحق سميثي بالمدرسة الأسقفية الثانوية في ألكسندريا بولاية فرجينيا. وأُصيب بنزلات برد متكررة، كان يُعتقد أنها مرتبطة بالطقس، لذلك أُرسل إلى أكاديمية ميامي العسكرية.
درس سميثي في جامعة فلوريدا وبرع في عدد من الرياضات هناك (كرة القدم والبيسبول والملاكمة). أشارت صحيفة نيويورك تايمز إلى أنه احترف الملاكمة والبيسبول في وقت من حياته. درس سميثي في كلية الطب في جامعة فرجينيا. عندما اشترى سماعة طبية في بداية دراسته، استمع إلى قلبه ولاحظ لغطًا عاليًا. وفي أثناء دراسته في كلية الطب، تزوج سميثي من ساره (اسم الولادة رانكين)، التي التقى بها خلال دراسته في فلوريدا. وأنجبا طفلين.

## بداية مسيرته المهنية
بدأ سميثي التدريب الجراحي والإقامة في كلية الطب في كارولينا الجنوبية في تشارلستون. ومن أسباب اختياره الذهاب إلى تشارلستون أن والد زميل له في المدرسة الثانوية كان رئيس الجراحين ومدير برنامج الإقامة في مستشفى روبر. لم يكن المستشفى تابعًا لكلية الطب عندما كان والد زميله يعمل هناك، لكنه أصبح موقع التدريس الأساسي لكلية الطب عندما وصل سميثي. بقي سميثي في مستشفى روبر بعد الانتهاء من إقامته في 1942 وأسس ممارسته الجراحية. وعمل في مختبر للحيوانات في كلية الطب، مستخدمًا الكلاب لتعلم المزيد عن وظيفة الصمامات وطرق إصلاحها المحتملة. زاد اهتمام سميثي بهذا المجال بسبب مشكلة صمام القلب التي يعاني منها. كان سميثي مصابًا بتضيق في الصمام الأبهري سببه نوبة من الحمى الرثوية في الطفولة.
بحلول 1946، ابتكر سميثي ما أسماه مِبضع الصمام، وهو أداة استخدمها لقطع الأنسجة الندبية من الصمام الأبهري. قدم عرضًا تقديميًا حول الجهاز في منتدى كلية الجراحين الأمريكية. ثم قدم عرضًا أكثر رسمية في العام التالي في الاجتماع السنوي لكلية الجراحين الأمريكية. سمع محرر علمي في وكالة أسوشيتد برس حديث سميثي في مؤتمر كلية الجراحين الأمريكية في 1947 ونُشر الاكتشاف العلمي المحتمل على نطاق واسع في الصحف. كان الموضوع ذا أهمية واسعة لأن أمراض الصمامات أثرت على الكثير من الناس في ذلك الوقت. كان السل السبب الأكبر لموت الأشخاص دون الخمسين عامًا في أربعينيات القرن العشرين، ولكن بسبب انتشار الحمى الرثوية، أصبح تضيق الصمام التاجي السبب التالي الأكثر شيوعًا للوفاة في هذه الفئة العمرية.
سمح مبضع الصمام لسميثي ببدء العمل على الصمامات الأبهرية، لكنه علم أنه بحاجة إلى جهاز أكثر تطورًا للتعامل مع النسيج الندبي الموجود في الصمام التاجي. بالتعاون مع سي دي كولمان، الذي كان يدير الورشة الميكانيكية في الجامعة، طور مبضع صمام جديدًا. يتكون الجهاز من مكبس داخل أنبوب مجوف وفكين. يُغلق الفكان عند الضغط على المكبس. «يقضم» الفكان جزءًا صغيرًا من الصمام المتضيق.

## بيتي لي وولريدج
استعد سميثي لأول جراحة صمام قلب يجريها على إنسان في أوائل 1948. حاول اثنان من الجراحين إجراء جراحة الصمام التاجي على عدة مرضى في عشرينيات القرن العشرين، إلا أن معظم هؤلاء المرضى ماتوا ولم تجرَ محاولة لإصلاح الصمام التاجي منذ ذلك الحين. كانت مريضة سميثي الأولى، امرأة تبلغ من العمر 21 عامًا تدعى بيتي لي وولريدج، أصيبت بتلف في صمام القلب بسبب الحمى الرثوية في سن العاشرة. وأوضحت وولريدج أنها كانت تعاني من قصور القلب مدة عامين، وأن مدرات البول والتعديلات الغذائية لم تعد فعالة، وأنها تأمل بأن يقوم سميثي بإجراء عمل جراحي على قلبها.
يبدو أن سميثي رفض طلب وولريدج الأولي للحصول على مساعدة جراحية، لكنها أرسلت رسالة ثانية، سألته عن سبب استمراره بإجراء التجارب على الحيوانات بوجود مريض بشري راغب بذلك. وافق سميثي على أن تأتي وولريدج إلى تشارلستون لإجراء عملية جراحية. عند وصولها، كان وزن وولريدج 85 رطلًا ولم تكن تستطع التنفس في وضعية الاستلقاء وبدت ضعيفة لدرجة أن سميثي كان على وشك رفض إجراء العمل الجراحي لها. كان يسبب قصور القلب تراكم السوائل في البطن. بزل سميثي ست لترات من السوائل من بطنها في اليوم السابق للعملية الجراحية على قلبها.
بدأت جراحة قلب وولريدج في 30 يناير 1948. بعد أن فتح سميثي صدر وولريدج، وضع غرزة صارّة حول القلب ليسمح بسحب أنسجة القلب بإحكام لضغط عضلة القلب حول مبضع الصمام وبالتالي تقليل النزيف. وحقن نوفوكائين في القلب لتقليل خطر حدوث اللانظميات القلبية. أُدخل مبضع الصمام من خلال إنشاء ثقب صغير في القلب. حُرك الجهاز نحو الصمام التاجي لوولريدج عن طريق التحسس ثم استُخدم لقطع النسيج الندبي في الصمام. بدا أن وولريدج تتعافى بشكل جيد. وقدم سميثي وولريدج في اجتماع طبي عقد في تشارلستون في 9 فبراير، وقيل إنها «مستيقظة وتسير وتبدو بصحة جيدة تقريبًا».
رجعت وولريدج إلى بيتها في كانتون، أوهايو. أخبر سميثي الصحفيين أنه يأمل في إجراء الجراحة نفسها على مرضى آخرين قريبًا، ولكن النتائج الحاسمة للعملية لا يمكن أن تحدد قبل خمس سنوات على الأقل. بعد عملية وولريدج، أصدرت جمعية كارولينا الجنوبية العامة قرارًا يكرم سميثي. وبعد أسبوعين، ظهرت وولريدج في برنامج إذاعي لمناقشة تعافيها، لكن المرض منع سميثي من التحدث في اللقاء.
بحلول وقت إذاعة اللقاء، كان سميثي قد أجرى عملية أخرى على صمامات القلب، لكن المريض توفي. وبحلول صيف 1948، أجرى سميثي سبع عمليات رأب للصمامات القلبية.